# École émancipée
 (juillet 2018).
L'École émancipée (ÉÉ) est à la fois une revue et un courant historique du syndicalisme enseignant français.
L’École émancipée est un regroupement de militants syndicaux et pédagogiques, autour de la revue l’École émancipée, bimestriel syndical et pédagogique paraissant depuis 1910. Elle est constituée en tendance au sein de la Fédération syndicale unitaire, où sont syndiqués la plupart de ses militants.

## Histoire
L'École émancipée (l'ÉÉ) peut se prévaloir du titre de plus ancien courant du syndicalisme français, puisque sa revue a été créée en 1910 comme organe de la Fédération des membres de l'enseignement laïque (FMEL) affiliée à la toute nouvelle Confédération générale du travail (CGT). Elle est à l'époque marquée par le syndicalisme révolutionnaire,. De 1921 à 1936, ses militants ont animé et dirigé la Fédération Unitaire de l'Enseignement de la CGTU : en pleine « bolchévisation » de la CGTU voulue par la direction du PCF, elle a été la seule fédération oppositionnelle de cette confédération réussissant à se maintenir majoritaire jusqu'à la réunification CGT-CGTU. C'est alors Marcel Valière, son nouveau secrétaire général, qui négocie la réunification des Fédérations de l'enseignement.
De 1948 à 1992, elle a été la « 3e tendance » de la Fédération de l'Éducation nationale (FEN) derrière la majorité autonome : Unité Indépendance et Démocratie (UID) et les cégétistes d'Unité et action. En 1948, Marcel Valière contribua avec l'autonome René Bonissel à faire passer la FEN dans l'autonomie en rédigeant la motion qui refusait de choisir entre la CGT dominée par les communistes et la nouvelle confédération Force ouvrière.
Elle a longtemps rassemblé l'ensemble des courants d'extrême-gauche au sein de la FEN dont l'ÉÉ est réputée proche, mais elle a aussi attiré des militants pédagogiques, en particulier du mouvement Freinet. On retrouve ceux-ci dans les deux unions départementales de la Fédération de l'Education Nationale dirigées par cette tendance dans les années 1980 : les Alpes-de-Haute-Provence et l'Oise.
Au cours de son histoire, l'ÉÉ a connu de nombreuses scissions, la plus importante étant sans doute celle de l'après mai 68 qui aboutit à la création de la tendance « École émancipée pour le front unique ouvrier » (ÉÉ-FUO), qui regroupait les militants proches de l'Organisation communiste internationaliste (OCI) de l'époque.
En 1992, lors de l'exclusion par la direction de la FEN — qui recherchait alors la constitution d'un pôle réformiste avec la CFDT et FO — du Syndicat national des enseignements de second degré (SNES) et de sa minorité de gauche, l'ÉÉ a majoritairement fait le choix de quitter la FEN et de cofonder la Fédération syndicale unitaire (FSU). Certains militants ÉÉ préfèrent contribuer à la construction du Syndicat des Enseignants qui réalise la revendication historique d'un syndicat unique de tous les enseignants. Cela a été le cas dans les Alpes-de-Haute-Provence
En 2002, une nouvelle scission aboutie à la création de l'Émancipation - tendance intersyndicale : le désaccord portait sur la participation aux exécutifs dans la FSU.
L'ÉÉ est désormais à la fois une "revue syndicale et pédagogique paraissant depuis 1910" et une tendance dans la FSU.

## Idées, programme

### Changer l'école, changer la société
L’École émancipée veut changer l’école pour la rendre coopérative, égalitaire et solidaire : tous les enfants et tous les adolescents doivent bénéficier de la même éducation dans la même école. C’est pourquoi ses militants s’opposent à toute forme de séparation des parcours scolaires, car elle est souvent synonyme d’inégalité entre les voies et de soumission de l’école aux lois du marché.
Le même souci d’égalité préside au combat de l’École émancipée contre l’exclusion et contre la précarité. Dans l’éducation, elle se bat pour la titularisation immédiate et sans condition de tous les précaires. L’école émancipée est aussi opposée à la hiérarchie des statuts et au corporatisme, car ils recèlent l’autoritarisme et divisent les personnels.
Les militants de l’École émancipée pensent que changer l’école impose de changer le monde dans lequel elle s’inscrit. L’École émancipée est anticapitaliste, féministe et antimilitariste.

### Un syndicalisme de lutte
Dans les luttes, l’École émancipée défend un fonctionnement démocratique qui repose sur des assemblées générales souveraines. Elle contribue à la construction de la grève générale interprofessionnelle et reconductible, seule capable de mettre un coup d’arrêt aux attaques du patronat et du gouvernement contre les salariés, les retraités, les chômeurs et les jeunes.

### Laïcité
L’École émancipée est opposée à toute influence marchande ou religieuse sur l’école et sur les élèves. Elle est pour une laïcité entière qui épargne aussi à l’école les principes qui régissent le secteur privé comme la concurrence entre établissements.

## Structuration
L'école émancipée est structurée en groupes départementaux (GD) qui réunissent l'ensemble des militants qui se reconnaissent dans les idées de l'école émancipée.
Une fois par an, début juillet, ses militants se retrouvent pour les Journées d'étude de l'école émancipée (JÉÉE) organisée par l'équipe responsable. Ce qui permet d'échanger sur la situation sociale, de se former sur l'ensemble des questions qui traversent leur profession. Les JÉÉE sont l'occasion de faire l'assemblée générale statutaire annuelle de l'association école émancipée.
Deux fois par an en moyenne, se tiennent des collèges de l'école émancipée, qui permettent à l'ensemble des militants de discuter sur les sujets d'actualité.
Il existe également, de manière plus irrégulières, des stages « école émancipée » régionaux ou bien des stages des syndicats nationaux de la FSU.

## Productions

### La revue
La revue de l'École émancipée parait dès 1910 à Marseille, tous les samedis. Les 2956 premiers numéros (avant l'arrêt de la publication en 1939) ont été numérisés par la BNF et mis en ligne sur le site Gallica. Actuellement, la parution est bimestrielle. Les numéros récents sont mis en ligne sur le site de l'école émancipée et consultable librement.

### Le podcast
Écoutes émancipées est un podcast diffusé sur la plateforme Spectre depuis 2022. Les premiers épisodes sont des lectures d'articles publiés dans la revue. Depuis le sixième épisode, ce sont des "entretiens, abordant des thèmes éducatifs, syndicaux, culturels, sociaux, écologiques, économiques et féministes, ainsi que des questions internationales, [qui] décryptent l'actualité à la lumière du syndicalisme de lutte et de transformation sociale porté par l'éé".